# Cylichnina crebrisculpta
Cylichnina crebrisculpta is een slakkensoort uit de familie van de Retusidae. De wetenschappelijke naam van de soort is voor het eerst geldig gepubliceerd in 1884 door Monterosato.